# Antonio Renzi
Antonio Renzi (Isoletta, 6 maggio 1895 – Ariccia, 9 agosto 1972) è stato un economista italiano.
Docente all'università di Roma dal 1938, fu autore del celebre saggio Tecnica bancaria (1956).